# Герб Любліна
Герб Любліна — один із символів міста Люблін, затверджений Люблінською міською радою 8 липня 2004 року. 

## Вигляд і символіка
На гербі у червоному полі зображений повернений направо срібний козел із золотими зубчастими рогами та золотими копитами на зеленій траві, що здиблений на кущ зеленої виноградної лози.
Коза та лоза були атрибутами римської богині Венери (що символізувала родючість природи). За легендою, яку повідомляє Вінцентій Кадлубек — від Венери походила родина Юліанів, до якої належала засновниця міста Юлія. Коза — це також символ любові та Христа. Червоний фон символізує силу і владу. 

## Історія герба
Найдавніший образ герба міста Любліна походить від документа, що датується 1401 р. з печаткою Люблінської міської ради. Сам документ, ймовірно, датується XIV століттям. 
У XVI столітті коза з лозою вперше з'явилася як герб Любліна.
Гербова легенда походження така: 
|  | Одного разу містяни прийшли до висновку, що місто досить розвинене і облаштоване для того, щоб отримати міські права. З чим і послали делегацію до короля. З великими труднощами, витративши безліч часу і грошей, делегація отримала аудієнцію. Але потрібно було ще переконати його! Стали розповідати королю, як після однієї з атак татар в місті залишилася в живих тільки група дітей, що сховалися в канаві. Розповіли про те, як дітей вигодувала одна коза, і що діти виросли і живуть тепер в Любліні. Розповіли, що місто швидко розвивається і будується. Королю сподобалася історія і він дав Любліну міські права. Залишалося тільки вибрати герб. Король порадив, щоб на гербі була коза і виноградник, як символ багатства міста. Ідея була прийнята із захопленням, але делегація вже не мала коштів, щоб замовити герб у відомого майстра. Замовили у кого простіше і дешевше. Тільки на зворотній дорозі додому, до Любліна розгорнули вони згорток з гербом, і яке ж було їх здивування, коли замість кози і прекрасного виноградника, вони побачили старого волохатого козла, що пожирає віноград. |

З початку XVIII століття до герба була додана королівська корона, що відображало рівність Люблінського магістрату з краківським (столичним) магістратом, що ґрунтувалося на привілеї, виданому Августом ІІ Фрідріхом у 1703 році. 
З 1815 року герб перестав вживатися офіційно і лишився лише декоративним символом. Внаслідок російської практики надання гербів губернаторським містам місто Люблін отримало герб із мурованою оронною (corona muralis). 
Опис російського герба Любліна: В пересіченому щиті у верхній червені частини срібний олень, що біжить з червленими очима і мовою, чорними рогами і копитами, з золотою короною на шиї. У нижній зеленої частини три золотих дерева, через середнього виходить срібний ведмідь з червленими очима і язиком.
Саме такий герб був затверджений в 1860-х роках для Люблінської губернії. Ведмідь і три дерева взяті з історичного герба Холмської землі.
У міжвоєнний період герб було скасовано (згідно регламенту президента Ігнація Москіцького від 1927 р. Про заборону використання власних гербів містами). У 1936 році, згідно з розпорядженням міністра внутрішніх справ, герб був відновлений із таким виглядом — "у червоному полі срібна коза, що стоїть праворуч, піднімається із зеленого дерну на кущ зеленої лози". 
2004 році герб Любліна зазнав косметичних змін, які наблизили опис та зображення до геральдичних правил.

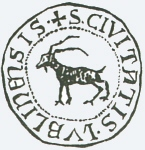
Стара печатка Любліна з 1401 року
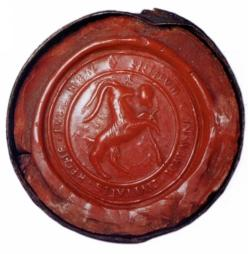
Печатка Люблінської міської ради з 1535 року
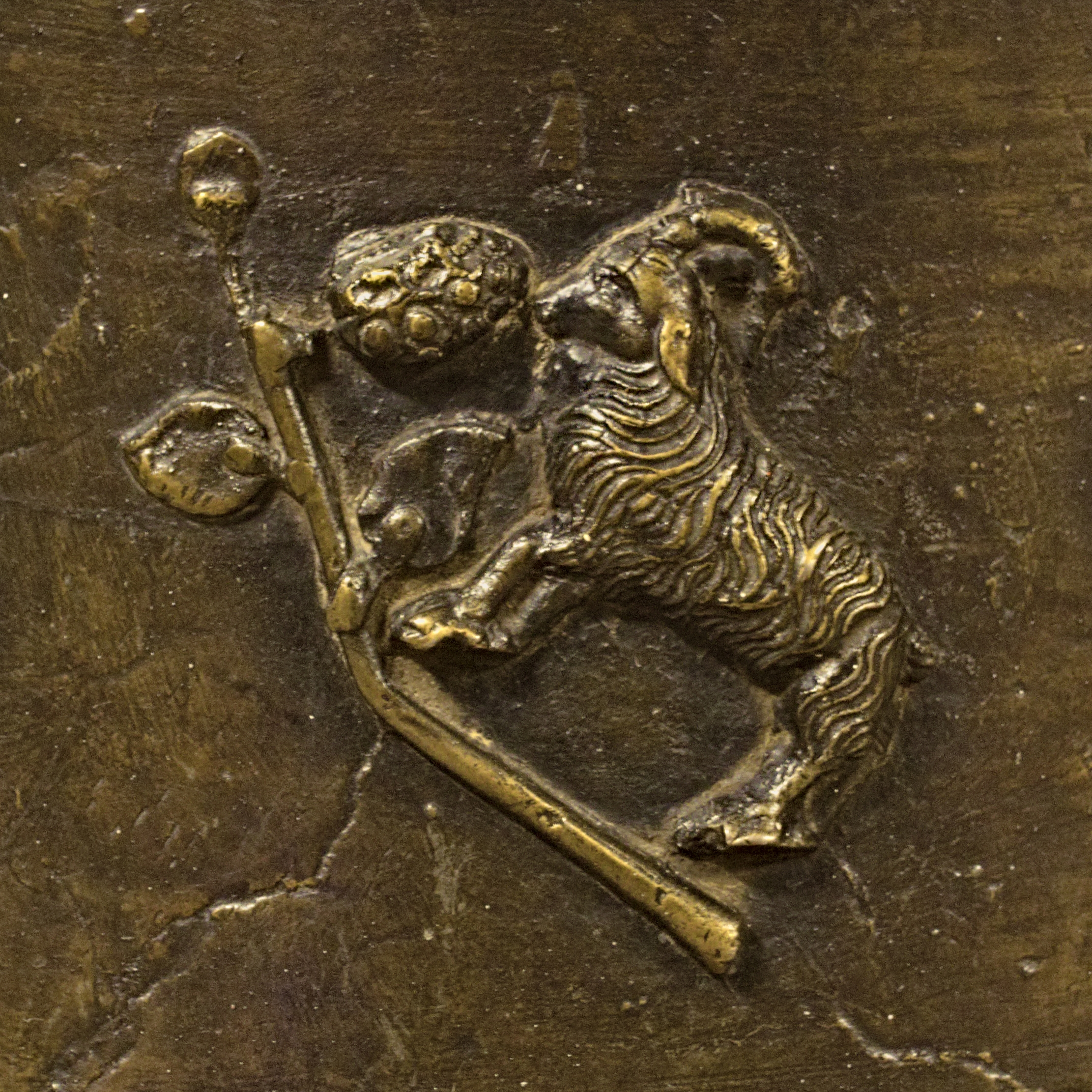
Коза на лозі на дзвоні, відлитому в Любліні в 1585 році
Герб Любліна до 2004 року

## Зауваження
1. ↑  В геральдиці при описі герба (геральдична мова) потрібно звертати увагу, що сторони, геральдична права і ліва, не є сторонами зображеного герба. Герб описується від сторони лицаря, що тримає щит. Це означає те, що права сторона герба знаходиться з лівої частини зображення.

## Зовнішні посилання
- Історія герба на вебсайті Люблінської міської ради. [Архівовано 9 листопада 2007 у Wayback Machine.]
- Приватний вебсайт про герб Любліна. [Архівовано 16 березня 2008 у Wayback Machine.]